# Darwinia briggsiae
Darwinia briggsiae är en myrtenväxtart som beskrevs av Lyndley Alan Craven och S.R.Jones. Darwinia briggsiae ingår i släktet Darwinia och familjen myrtenväxter.
Artens utbredningsområde är New South Wales. Inga underarter finns listade i Catalogue of Life.